# Kangerluk
Kangerluk (zastarale Kangerdluk), také známý jako Diskofjord, je osada v kraji Qeqertalik v západním Grónsku, která se nachází spolu s větší osadou Qeqertarsuaq na jihozápadním pobřeží ostrova Disko. V roce 2017 tu žilo 22 obyvatel, takže je to v současnosti druhá nejmenší obydlená osada v celém Grónsku (po Ikerakuuku).

## Počet obyvatel
Počet obyvatel Kangerluku se začal extrémně snižovat, poté co ztratil více než 54% svých obyvatel vzhledem k úrovni 1990. Většina obyvatel se přestěhovalo do Qeqertarsuaqu na jihu ostrova Disko, od roku 2009 je ale počet obyvatel stabilní.